# Попов, Сергей Андреевич
Сергей Андреевич Попов (26 ноября 1926 — 1993) — бригадир водителей автоколонны № 1101, главного ленинградского управления автомобильного транспорта, министерства автомобильного транспорта РСФСР, Герой Социалистического Труда (1976).

## Биография
Родился в 1926 году на территории Воронежской области в крестьянской семье.
В 1941 году завершил обучение в седьмом классе школы. В годы Великой Отечественной войны был угнан в рабство немецко-фашистскими захватчиками. Сбежал и участвовал в партизанском движении. После освобождения территорий, работал трактористом в колхозе. В конце войны был призван в Красную Армию.
После демобилизации уехал в Ленинград, трудоустроился в автоколонну № 1101 Главленавтотранс. С 1949 года член ВКП(б).
По его предложению в автоколонне был внедрён метод перевозки грузов с использованием полуприцепов. На двух автомобилях удавалось перевезти груза по норме восьми машин. Первым начал водить 20 метровые автопоезда. В 1974 году возглавил подрядную бригаду водителей. Был удостоен звания «Лучший водитель РСФСР».
Указом Президиума Верховного Совета СССР от 5 марта 1976 года за достижение высоких показателей в работе автомобильного транспорта Сергею Андреевичу Попову присвоено звание Героя Социалистического Труда с вручением ордена Ленина и медали «Серп и Молот».
Был делегатом XXV съезда КПСС. Был членом Ленинградского обкома КПСС.
Проживал в городе Санкт-Петербурге. Умер в 1993 году. Похоронен в колумбарии Богословского кладбища.

## Награды
За трудовые и боевые успехи был удостоен:
- золотая звезда «Серп и Молот» (05.03.1976)
- орден Ленина (05.03.1976)
- Орден Трудового Красного Знамени| (04.05.1971)
- Медаль "За боевые заслуги" (25.06.1954)
- другие медали.